# Biagio Nazzaro
Biagio Nazzaro, italijanski dirkač, * 3. julij 1890, Torino, Italija, † 15. julij 1922, Strasbourg, Francija.
Biagio Nazzaro se je rodil 3. julija 1890 v Torinu in je bil nečak bolj znanega dirkača Feliceja Nazzara. Dirkaško kariero je začel kot motociklistični dirkač in je zmagal na dirki za Veliko nagrado Italije 1921. Dobil je tudi dirko Raid Nord-Sud, ki je potekala med Milanom in Neapljem. V sezoni 1922 se je preusmeril na avtomobilistične dirke. Na dirki Targa Florio je z enim kolesom zapeljal s cestišča, zaradi česar je dirkalnik večkrat prevrnilo. Nazzaro je ostal nepoškodovan, zaradi nesreče pa se je hitro po dogodku razširila napačna novica, da se je smrtno ponesrečil dvakratni zmagovalec dirke Felice Nazzaro. Na dirki za Veliko nagrado Francije se je boril za vodstvo, toda z dirkalnikom Fiat 804 se v šesti uri dirke smrtno ponesrečil, v nesreči je umrl tudi njegov mehanik sovoznik Germano. Nesreča se je zgodila zaradi odpadlega kolesa pri visoki hitrosti, zaradi česar je dirkalnik trčil v drevo ter se večkrat prevrnil. Dva kroga kasneje je kolo odpadlo tudi Pietru Bordinu z enakim dirkalnikom, toda v počasnem ovinku, tako da se ni poškodoval. Zmagovalec dirke Felice Nazzaro je šele po koncu dirke izvedel za smrt svojega nečaka, takrat pa so mehaniki Fiata odkrili napako na zadnjem vpetju, saj je tudi zadnje kolo na zmagovalnem dirkalniku Feliceja Nazzara odpadlo, ko je eden od mehanikov po njem rahlo udaril s kladivom.